# Hylocomium squarrosum
Hylocomium squarrosum là một loài Rêu trong họ Hylocomiaceae. Loài này được (Hedw.) Schimp. mô tả khoa học đầu tiên năm 1852.